# Обожавалац (филм из 1996)
Обожавалац (енгл. The Fan) је амерички трилер филм Тонија Скота из 1996. у којем главне улоге тумаче Роберт де Ниро, Весли Снајпс, Бенисио дел Торо и Елен Баркин.
Филм је базиран на истоименом роману Питера Абрахамса, а реч је о психолошком трилеру који прати Де Ниров лик Гила Ренарда како постепено напредује у свом безумљу. Највећи део филма врти се око бејзбола и приказује понекад претерану приврженост неких навијача према том врло популарном спорту у САД.
Филм је у америчким биоскопима премијерно приказан 16. августа 1996. и тада није привукао значајан број гледалаца, па је зарадио много мање од процењеног буџета који је утрошен за снимање и продукцију.

## Радња
Гил Ренард (Роберт де Ниро) је темпераментни путујући продавач ножева у фирми коју је некад основао његов отац. Има прилично неуспешан пословни и приватни живот, те се налази пред разводом, лаже сина, а у фирми му прете отказом због лоших продајних резултата. У детињству је Гил играо бејзбол, а још увек показује велику оданост према том спорту и својој омиљеној екипи Сан Франциско Џајентси. Као велики навијач Џајентса постаје одушевљен када сазна да ће у новој сезони за њихову екипу играти његов омиљени играч Боби Рејберн (Весли Снајпс), чију каријеру прати од првог дана и којег су Џајентси купили за рекордну суму од 40 милиона долара. У намери да се искупи за свој немар према сину Ричију, одлучује да га одведе на прву утакмицу сезоне.
На утакмици Гилово одушевљење расте како Рејберн почиње постизати бодове. Али, Рејберн током утакмице претрпи болове и његов учинак почиње значајно слабити, што многе одмах доводи до питања да ли се клубу стварно исплатило уложити толики новац у његову куповину. Гил тада својим претераним навијањем почиње заборављати на обавезе према Ричију, али и долазити у мање сукобе с навијачима којима његово скакање и викање смета у праћењу утакмице. На крају Гил напушта утакмицу како би извршио пословну обавезу која му је била једина прилика да задржи посао и оставља Ричија самог на утакмици. Кад се врати на стадион Ричија више нема на месту где су седели и Гил одлази до куће своје бивше супруге Елен (Пати Д'Арбенвил), која је љута његовом неодговорношћу. Тамо налази уплашеног Ричија и настоји га утешити, али претходно удара Елен која му након таквог насилног понашања одлучује судски забранити приступ њеној породици.
Када још уз то изгуби и посао, Гилу једина шанса остаје у бејзболу и посећивању утакмица Џајантса. Његов омиљени играч Биби Рејберн почиње промашивати све више удараца, а нови спасилац и главна звезда екипе постаје Хуан Примо (Бенисио дел Торо), који је претходно већ дошао у сукоб с Рејберном јер му није дао да на дресу носи свој срећни број 11. Гил Прима сматра арогантним и успеси које екипа постиже његовим заслугама му не представљају задовољство. Гил се као обожавалац Џајентса телефоном редовно укључује у спортску радијску емисију коју води Џуел Штерн (Елен Баркин) и тамо заправо добија једину прилику да разговара с Рејберном. Завршавајући разговор Рејберн Гилу каже да би било добро да он као његов обожавалац покуша наговорити Прима да му препусти број 11. Гил се суочава с Примом у сауни и покушава га наговорити да препусти свој број Рејберну, али он упорно тврди да је то његов број и показује Гилу тетоважу броја 11 на свом рамену. Гил тада започиње тучу с Примом те му напослетку забија нож у бедро, након чега Примо искрвари и умре.
Док Сан Франциско оплакује смрт свог омиљеног играча, Рејберн почиње да осећа кривицу за Примову смрт. Иронично, недуго након Примове смрти Рејберн поново почиње да игра добре утакмице и тако доноси победе Џајентсима. Гил тада почиње сматрати да је допринео Рејберновом и успеху клуба, те почиње пратити Рејберна у близини његове куће на плажи. Једнога дана Гил случајно види да се Рејбернов син Шон утапа недалеко од обале и одлучује га спасити видевши то као прилику да се зближи с Бобијем. Гил се Бобију представи као Керли, а током разговора Боби му открива како му је у животу највише стало до сина Шона. Када ток разговора доведе до бејзбола, Гил се претвара да није превелики обожавалац тог спорта и тада му Боби открије да му није претерано стало до навијача јер они обожавају играче кад играју добро да би их затим мрзили кад почну постизати слабије резултате. Нешто касније Гил признаје Бобију да је у детињству играо бејзбол на позицији бацача те га замоли да му пружи прилику да му покаже неколико својих бацања. Када му током игре Боби почне говорити да га није брига што опет добро игра, Гил почиње све агресивније бацати лоптицу према њему те убрзо прекидају с играњем бејзбола. Пре растанка, Гил покушава наговорити Бобија да призна како му је драго што је Примо мртав. Након што он то одбије и оде у кућу, Гил одлучи отети Шона и побећи с њим у Бобијем џипу лажући у телефонском разговору да иду на пецање. Током телефонског разговора Боби убрзо схвата да Гил лаже те га почиње испитивати шта жели, а након тога Гил му одговори да би му требало стати до навијача те му додаје да оде до свог фрижидера. Тамо проналази шокантно откриће, ножем изрезану тетоважу броја 11 с Примова рамена и убрзо долазе специјални агенти како би покушали да лоцирају Гилов позив и да спасе Шона.
Гил одводи Шона до свог бившег саиграча Копа и лаже да је то његов син. Али, Коп га убрзо открива у лажи те му је Гил присиљен признати да се ради о сину Бобија Рејберна, а када Коп покушава помоћи Шону да побегне преко ограде, Гил га убија изударавши га бејзболским рекетом. Гил захтева од Бобија да му посвети следеће оптрчавање (енгл. Home run) тако да на семафор стави његову слику с написом да је оптрчавање посвећено „Гилу, истинском навијачу“ и прети да ће му у противном убити сина. Током утакмице Боби очајнички покушава погодити лоптицу како би извео оптрчавање, а када у томе коначно успе судија му немилосрдно говори да потез није ваљан. Али, бољим погледом на судију Боби открива да је судија заправо Гил. Тада већ полудели Гил упркос полицијским упозорењима улази у бацачки положај с ножем у рукама, али је убијен пуцњевима пре него што је успео бацити нож према Бобију.
Филм завршава сценом у којој полиција проналази сина Бобија Рејберна у Гиловом скровишту препуном новинских исечака који откривају његову опседнутост Бобијевом каријером.

## Улоге
| Глумац           | Улога             |
| ---------------- | ----------------- |
| Роберт де Ниро   | Гил Ренард        |
| Весли Снајпс     | Боби Рејберн      |
| Бенисио дел Торо | Хуан Примо        |
| Џон Легизамо     | Мани              |
| Пати Д'Арбенвил  | Елен Ренард       |
| Елен Баркин      | Џуел Штерн        |
| Чарлс Халахан    | Коп               |
| Ендру Ферчланд   | Ричи Ренард       |
| Крис Малки       | Тим               |
| Брендон Хамонд   | Шон Рејберн       |
| Џон Крук         | Ленз              |
| Ден Батлер       | Гарити            |
| Курт Фулер       | Берни             |
| Стенли Десантис  | Стони             |
| Мајкл Џејс       | продавач улазница |
| Џек Блек         | радио техничар    |

## Зарада
Филм је зарадио свега 18.646.419 долара у биоскопима у САД и Канади, што је много мање у односу на процењени буџет од око 55.000.000 долара. Часопис Џет из Чикага га је уврстио на листу 10 најнеуспешнијих филмова у којима су играли црни глумци.